# Cirò Marina
Cirò Marina es un municipio italiano perteneciente a la provincia de Crotona, en la región de Calabria. Hasta el año 1952 formó parte del municipio de Cirò. Desde su escisión casi ha duplicado su población, contando con 14.674 habitantes, una cantidad casi 4 veces superior a la que contaba el municipio del que se escindió durante la misma fecha.

## Situación
El municipio se encuentra en el límite occidental del Golfo de Taranto, a 1 km de Punta Alice.

## Evolución demográfica
| Gráfica de evolución demográfica de Cirò Marina entre 1861 y 2001 |
|                                                                   |
| Fuente ISTAT - Elaboración gráfica por parte de Wikipedia         |

## Lengua
La lengua italiana coexiste con una forma dialectal de la misma, el dialecto cirotano. 

## Economía
La economía está basada en la actividad pesquera, agrícola y vitivinícola. La zona cuenta con la denominación de origen propia "Vini di Cirò". Los vinos tinos y rosados son producidos con uvas de la variedad "Gaglioppo" y el vino blanco con la variedad "Greco bianco". En los años 70 se construyó una importante fábrica de sal por parte de la compañía Montedison S.p.A. y que en 2008 era gestionada por Syndial.

## Transporte
El municipio tiene acceso a través de la carretera nacional SS 106, que recorre toda la Costa Jónica desde Taranto a Reggio Calabria. El aeropuerto más cercano es el de S.Anna de Crotona, situado a 47 km. En mayo de 2009 el aeropuerto operaba vuelos directos a Bolzano, Brescia, Milán, Roma y Verona. Cirò Marina tiene comunicación ferroviaria en la estación de Cirò.

## Turismo
La localidad es destinataria principalmente de turismo nacional. Sus playas son de gran calidad y han sido distinguidas por séptimo año consecutivo con la bandera azul en 2024. Las playas adyacentes al núcleo urbano son de arena, mientras que las situadas en torno al cabo de Punta Alice son de grava con algunos cantos rodados.

## Lugares de Interés
- Madonna di Mare, con los Mercados Sarracenos construidos en el siglo XVII
- Puerto
- Castillo Sabatini